# Municipio de Ash Grove (Nebraska)
El municipio de Ash Grove (en inglés: Ash Grove Township) es un municipio ubicado en el condado de Franklin en el estado estadounidense de Nebraska. En el año 2010 tenía una población de 108 habitantes y una densidad poblacional de 0,58 personas por km².

## Geografía
El municipio de Ash Grove se encuentra ubicado en las coordenadas 40°10′38″N 99°7′7″O / 40.17722, -99.11861. Según la Oficina del Censo de los Estados Unidos, el municipio tiene una superficie total de 185.74 km², de la cual 185,63 km² corresponden a tierra firme y (0,06 %) 0,11 km² es agua.

## Demografía
Según el censo de 2010, había 108 personas residiendo en el municipio de Ash Grove. La densidad de población era de 0,58 hab./km². De los 108 habitantes, el municipio de Ash Grove estaba compuesto por el 100 % blancos. Del total de la población el 0 % eran hispanos o latinos de cualquier raza.